# كريس بروك
كريس بروك (بالإنجليزية: Chris Brock)‏ هو لاعب كرة قاعدة أمريكي، ولد في 5 فبراير 1970 في أورلاندو في الولايات المتحدة.

## وصلات خارجية
- كريس بروك على موقع دوري كرة القاعدة الرئيسي (الإنجليزية)
- كريس بروك على موقع الدوري الياباني لكرة القاعدة (الإنجليزية)
- كريس بروك على موقعبيزبول رفرنس.كوم (الدوري الرئيسي) (الإنجليزية)
- كريس بروك على موقعبيزبول رفرنس.كوم (الدوري الثانوي) (الإنجليزية)
- كريس بروك على موقع إي إس بي إن.كوم (أم.أل.بي) (الإنجليزية)
- كريس بروك على موقع مشجعي الرسوم البيانية (الإنجليزية)